# اجزای ذخیره نیروهای مسلح ایالات متحده آمریکا
اجزای ذخیره نیروهای مسلح ایالات متحده آمریکا سازمان‌هایی نظامی هستند که اعضایشان عموماً سالی اقلاً ۳۹ روز وظیفه نظامی انجام می‌دهند و در صورت ضرورت به نیروهای نظامی تمام وقت ملحق می‌شوند. به اجزای ذخیره همچنین مجموعاً گارد ملی و ذخیره گفته می‌شود.
بنا بر 10 U.S.C. § 10102, مقصود از جزٔ ذخیره مهیا کردن واحدهای آموزش دیده و افراد دارای صلاحیت برای وظیفهٔ تمام وقت در نیروهای مسلح در زمان جنگ یا اضطرار ملی و دیگر زمان‌هایی که امنیت ملی ممکن است نیاز داشته باشد، برای پاسخگویی به نیازهای نیروهای مسلح برای بسیج مورد نیاز در مواقعی است که نیاز بیش از نیروهای عادی است.

## اجزای ذخیره
هفت جرٔ ذخیره نیروهای مسلح آمریکا:
1. گارد ملی نیروی زمینی
2. ذخیره نیروی زمینی
3. ذخیره نیروی دریایی
4. ذخیره سپاه تفنگداران دریایی
5. گارد ملی هوایی
6. فرماندهی ذخیره نیروی هوایی
7. ذخیره گارد ساحلی